# Ericaphis fimbriata
Ericaphis fimbriata är en insektsart som först beskrevs av Richards 1959.  Ericaphis fimbriata ingår i släktet Ericaphis och familjen långrörsbladlöss. Inga underarter finns listade i Catalogue of Life.